# 抗議紀念教堂

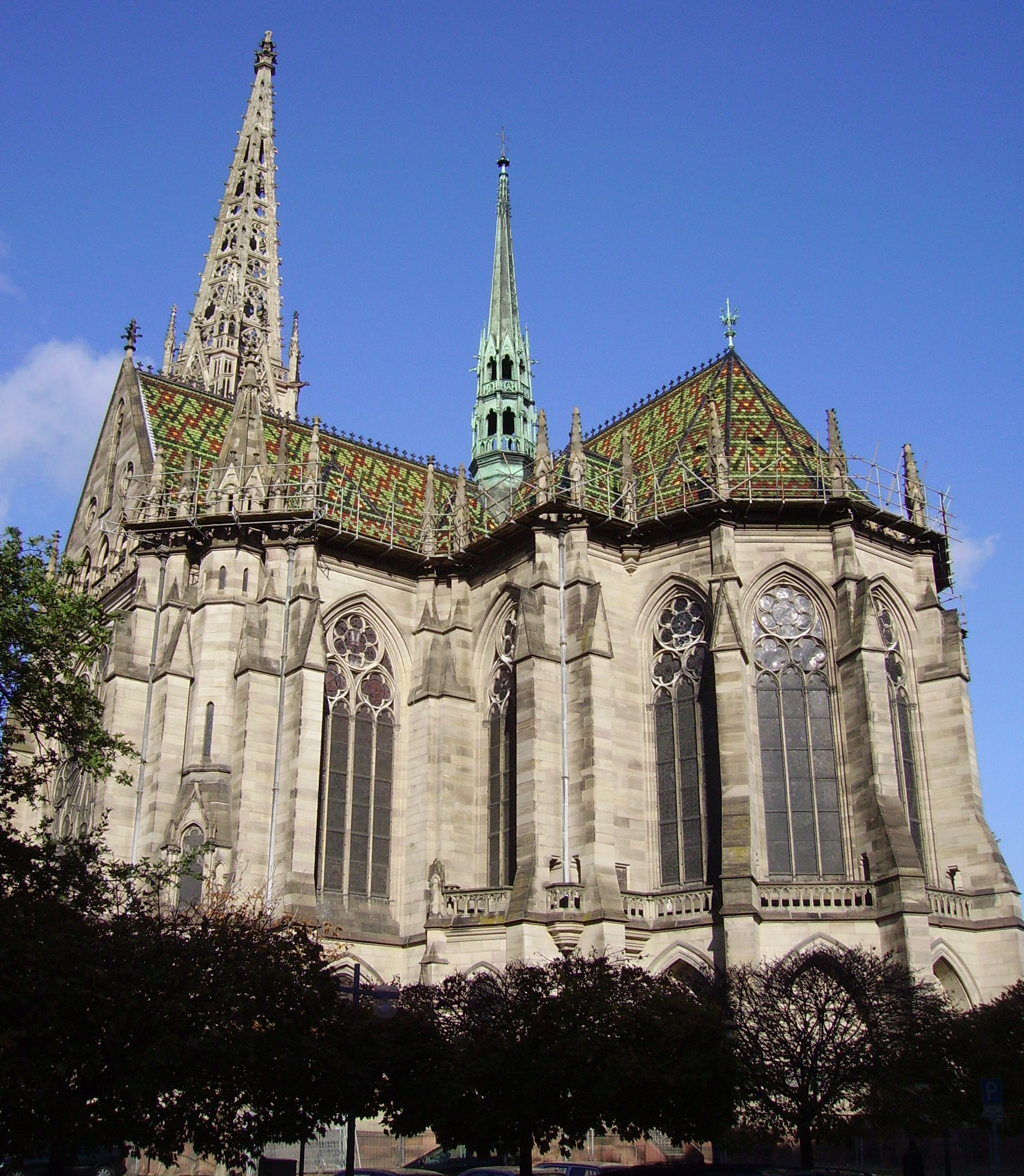

49°18′53″N 8°25′48″E / 49.31472°N 8.43000°E
抗議紀念教堂（德語：Gedächtniskirche der Protestation）是位於德國城市施派爾的一座新教路德宗教堂，修建於1893年至1904年期間。教堂紀念1529年馬丁·路德在施派爾抗議神聖羅馬皇帝查理五世，要求自由傳教的事件。教堂的鐘樓高達100米。